# صناعة الشاي

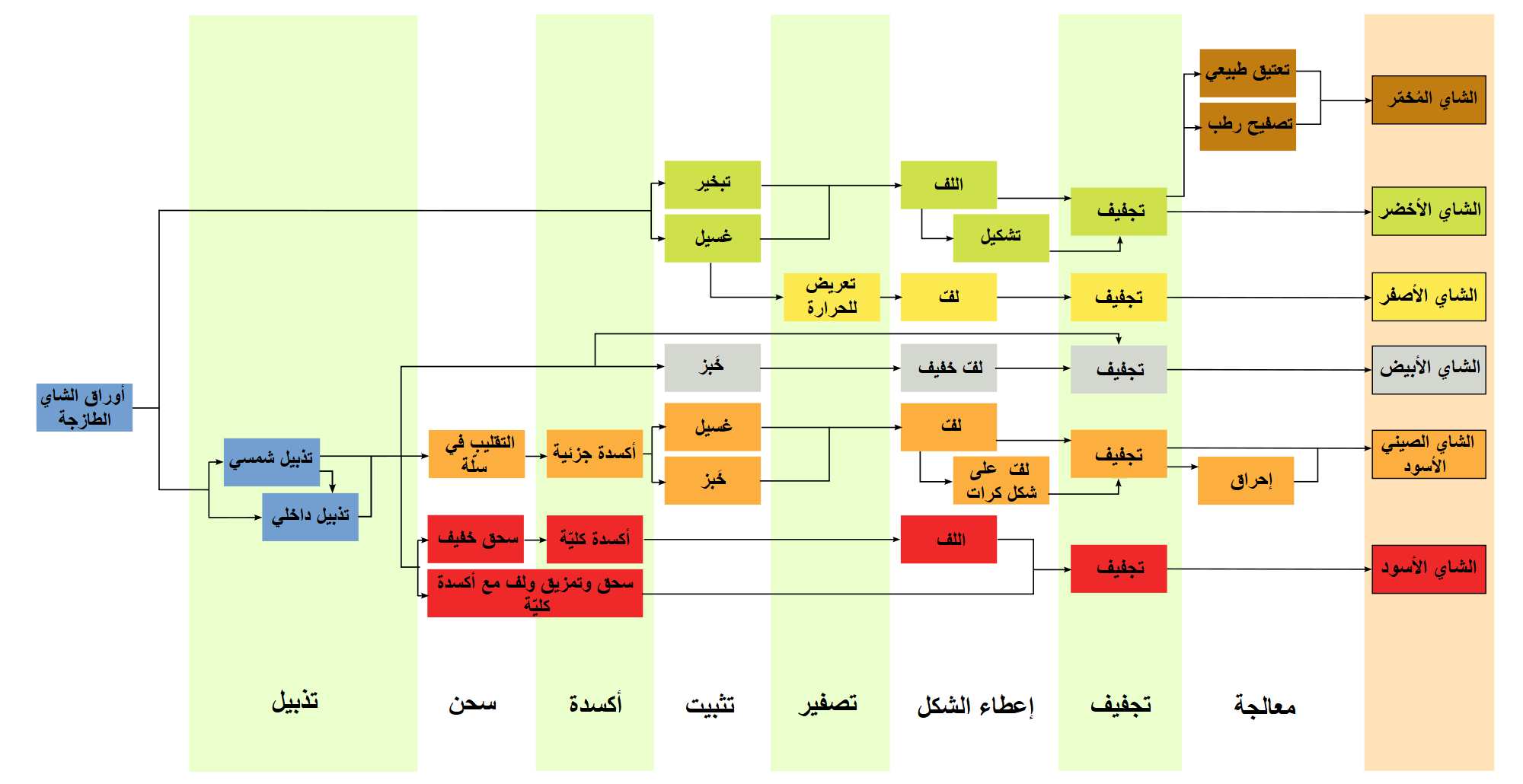
طرق معالجة أوراق الشاي للأنواع الستة الأكثر شيوعًا من الشاي.

صناعة أو تحضير الشاي هي طريقة تحويل أوراق نبات الكاميليا الصينية إلى أوراق مجففة مناسبة لتخمر الشاي.
تتميز أنواع الشاي حسب طريقة التصنيع التي تخضع لها. في أكثر الأشكال السائدة، تتضمن معالجة الشاي طرقًا ودرجات مختلفة لأكسدة الأوراق، ووقف الأكسدة، وتشكيل الشاي وتجفيفه.
يتم تحديد النكهة الطبيعية لأوراق الشاي المجففة حسب النوع المستنبت من شجيرة الشاي، ونوعية أوراق الشاي المقطوفة، وطريقة وجودة عملية الإنتاج التي تخضع لها. بعد المعالجة، قد يتم مزج الشاي مع أنواع أخرى أو مزجه مع نكهات لتغيير نكهة الشاي النهائية.

## نبذة تاريخية

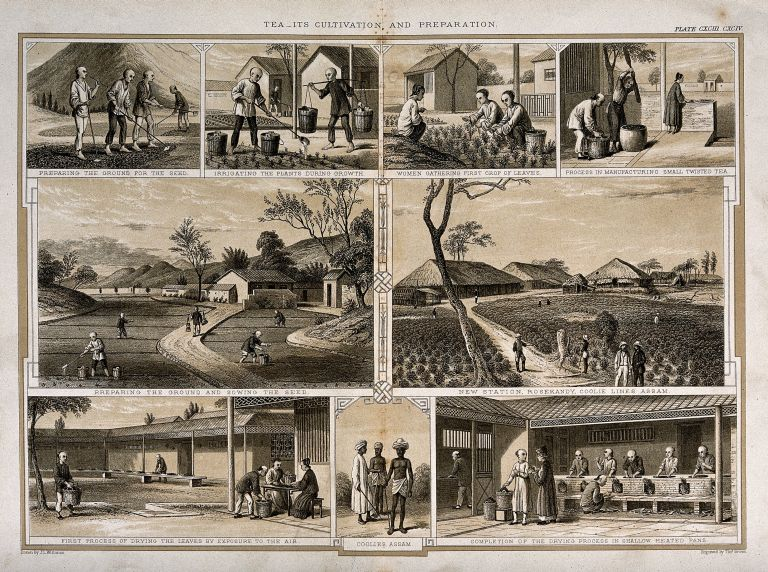
نقش بريطاني يعود لعام 1850، يوضح زراعة الشاي ومعالجة أوراقه.

يرتبط تاريخ معالجة الشاي بشكل وثيق مع الدور الذي لعبه الشاي في المجتمع الصيني والأساليب المفضلة لاستهلاكه في المجتمع الصيني القديم. لا تزال تُستخدم أشكال مختلفة من تقنيات المعالجة هذه في معالجة الشاي الحديثة، على الرغم من كونها أكثر ميكانيكية.

### الشاي الأخضر
عرف المجتمع الصيني القديم نبات الشاي لأول مرة فيما يعرف الآن بجنوب الصين وقام بمعالجته كعشب طبي آخر لاستخدامه في علم الأعشاب الصيني. كانت تقنية المعالجة المستخدمة لمعالجة أوراق الشاي الطازج هي التبخير الفوري لأوراق الشاي الطازجة وتجفيفها للحفاظ عليها، والتي من المحتمل أن تكون أقدم شكل صيني لمعالجة أوراق الشاي. تم تحسين طريقة المعالجة هذه قرب نهاية عهد سلالة هان الحاكمة (206 ق.ح.ع-220 ح.ع.) وأنتجت شايًا جافًا يصنف اليوم على أنه «الشاي الأخضر» ويشبه تمامًا شاي سينشا الياباني الحديث. عند تناولها، كانت أوراق الشاي المجففة إما مغلية بالماء مع أعشاب الأخرى، أو على شكل مسحوق يتم تناوله مباشرة، أو سائل بطريقة ماتشا.
مع تزايد استخدام الشاي في علم الأعشاب الصيني، تغيرت طرق الإنتاج، حيث لم يتم تجفيف أوراق الشاي الأخضر المعالج على الفور بعد التبخير. بدلًا من ذلك تم طحن أوراق الشاي بعد تبخيرها في البداية في شكل معجون، ثم صب المعجون بعد ذلك في قوالب وتجفيفها ببطء لتصبح قوالب شاي، وقد وصف الكاتب لو يو هذه التقنية بشكل جيد في كتابه كلاسيكية الشاي. لا تستخدم الأوراق الهشة سهلة الكسر وأوراق براعم الشاي بشكلٍ عام، حيث فُضِلت أوراق الشاي الناضجة لإنتاجه. كما تم إنتاج بعض من قوالب الشاي من أوراق كاملة ناضجة، والتي تتطلب عادة استخدام طين أرز مطبوخ (بالصينية: 米湯) لربط قالب الشاي ببعضه. إن تفضيل إنتاج الشاي على شكل طوبة ربما ينبع من حقيقة أنه يمكن نقله وتخزينه بسهولة أكبر.

### الشاي الأصفر والمخمر
يعتبر استخدام البخار في تثبيت (بالصينية: 殺青) إنزيمات أوراق الشاي خطوة مهمة في صناعة الشاي، مع تبريد الأوراق بسرعة ثم إجراء المزيد من خطوات المعالجة. وأسفرت الطرق الأقل دقةً عن ذلك في الماضي عن تكون «الشاي الأصفر» عندما كان يتم تبخير أوراق الشاي بشكلٍ مفرط أو عندما لا يتم نشرها وغمرها بالماء بسرعة، ومن ثم تبريدها. على الرغم من أن الشاي الأخضر كان الأكثر شعبية في زمن لو يو، إلا أنه اعتبر شخصيًا الشاي الأصفر متفوقًا على الأخضر.
حتى عندما تم تبريد الأوراق بسرعة، إذا تركت متراكمة في أكوام (بالصينية: 渥 堆) لفترة طويلة قبل المعالجة، ستبدأ الأوراق في الخضوع لعملية التخمر الميكروبي لإنتاج «شاي ما بعد التخمر». تشبه هذه التقنية إلى حد ما السماد الطبيعي، وإن كان يتم التحكم فيها عن كثب، وما زالت تستخدم في إنتاج شاي ليو ان (بالصينية: 安徽 六安 籃 茶) وتم إدخالها مؤخرًا لإنتاج شاي البيو-إيره «الجاهز». كما أدى إنتاج الشاي في أشكال الطوب وتخزينها إلى نوع آخر من الشاي بعد التخمير، الذي يتم إنتاجه بفعل طول عمر التخزين. لقد سمحت أوقات النقل والتخزين الطويلة عن غير قصد للطوب أن يتعرض لفترات طويلة للعناصر وللنبيت المجهري بمختلف أنواعه، مما أدى إلى طول عمر، وأكسدة، وتخمر أنواع الشاي الأخضر. تم تحميص لبنة من الشاي الأخضر الذي تم تخزينه وتحولت مع الوقت إلى شاي بعد التخمير على الفحم لتخليصه من طبقة المخلفات، والغبار، والطبقة اللامعة متعددة الألوان قبل أن يتم تحويله إلى مسحوق، ثم طهيه، ثم استهلاكه. في نهاية عهد سلالة تانغ الحاكمة (618-907 ح.ع.)، كان الشاي الأخضر، والأصفر، وشاي ما بعد التخمر يستخدم عادة في الصين وانتقل استخدامه من علم الأعشاب إلى مشروب جالب للمتعة والمسرة.

### شاي أولونغ والشاي الأبيض
كانت فترة أسرة تانغ هي الفترة التي تم فيها تطوير شاي أولونغ لأول مرة في مقاطعة فوجيان. كان ينتج في الأصل في شكل طوب رقيق، المعروف آنذاك تحت اسم شاي «بييوان» (بالصينية: 北苑 茶). وصف الشاعر هوانغ فوران (بالصينية: 皇甫 冉) في قصيدته "(بالصينية: 送 陸 鴻漸 棲霞 寺 采茶)" أهمية عملية الإذابة لإنتاج الشاي الصيني الأسود، وأشار إلى أن معالجة أوراق الشاي ليست مهمة بسيطة، تتطلب تسلق منحدرات عالية لاختيار أوراق ممتازة وإذابة الأوراق تحت الشمس والرياح الدافئة "(بالصينية: 采茶 非 采 菉 ， 遠遠 上層 崖。 布 葉 春風 暖 ， 盈 筐 白日 斜)".
كما تم تطوير الشاي الأبيض (بالصينية: 白茶) في مقاطعة فوجيان مع أول ذكر له في وثيقة سلالة سونغ الحاكمة «دراسة على الشاي»، حيث تم الإشادة بالبراعم الرقيقة المستخدمة لإنتاج الشاي الأبيض، وصعوبة إنتاجه، وطعمه، وندرته. تم وصف طريقة إنتاج الشاي الأبيض من قبل مؤلف سلالة مينغ الحاكمة تيان ييهينج (بالصينية: 田 艺 蘅) في كتابه "Zhuquan Xiaopin" (أنتج في السنة الثالثة والثلاثين من حكم الإمبراطور جياجينغ) فيما يتعلق بشاي فودينغ الأبيض (بالصينية: 福鼎 白茶). في هذا العمل، ذكر أن براعم الشاي التي خضعت للتثبيت عن طريق التحريك فوق اللهب (كما هو الحال مع الشاي الأخضر) تأتي في المرتبة الثانية بعد الشاي الأبيض الذي كان يسمح له ببساطة أن يجف تحت الشمس، بالتالي فهو أكثر طبيعية في المذاق ويفتقر إلى النكهات المنقولة من الدخان واللهب. "(بالصينية: 芽茶 以 火 作者 为 次 ， 生 晒 者 为 上 ， 亦 更 近 自然 ， 且 断 烟火 气 耳)" 

### الشاي الأسود
تم تطوير تقنية إنتاج الشاي الأسود لأول مرة خلال أواخر عهد أسرة مينغ في وايشان، فوجيان، التي تنتج إما عن الإفراط في أكسدة أوراق الشاي أثناء تصنيع الشاي الصيني الأسود أو بطريقة غير مباشرة من طرق تصنيع الشاي الأخضر والأبيض. في أوائل القرن السابع عشر، بدأ منتجو الشاي في جبال وويي بعجن أوراق الشاي المحمصة تحت الشمس لإذابتها، ثم ترك العجين يجف تحت الشمس، وبالتالي الوصول إلى الأكسدة الكاملة وإنتاج الشاي الأسود «غونغفو» (بالصينية: 工夫 紅茶). عندما تكون الشمس غير كافية ودرجات الحرارة منخفضة، يتم معالجة الأوراق بالداخل في غرف دافئة، ويسمح لها بالأكسدة تمامًا، ثم تُدخن بشكلٍ جاف فوق حرائق الصنوبر مما يؤدي إلى إنتاج الشاي المدخن. وفقًا للتقاليد الشفهية في المنطقة، كان اكتشاف معالجة صناعة الشاي المدخن يرجع إلى الجنود العسكريين الذين مروا بمصنع شاي وويي خلال السنوات الأخيرة من عهد أسرة مينغ، مما تسبب في تأخير معالجة أوراق الشاي، وأدى إلى تأكسد ورقة الشاي بالكامل، فتم إنقاذ المنتوج عن طريق التجفيف على نار حطبها من فروع الصنوبر. في عهد أسرة تشينغ، كان كل من الشاي المدخن وشاي غونغفو الأسود معروفين جيدًا في الصين ولوحظا في «سجلات جبل ييوو» (بالصينية: 武夷山 志) من قبل الباحث دونغ تيانقونغ (بالصينية: 董 天工).

## طريقة التصنيع

### الطريقة العامة
على الرغم من أن كل نوع من أنواع الشاي له طعم ورائحة ومظهر شكلي مختلف، فإن صناعة الشاي بجميع أنواعه تتكون من مجموعة متشابهة جدًا من الأساليب مع اختلافات طفيفة فقط. بدون مراقبة دقيقة للرطوبة والتحكم خلال التصنيع وما بعده، سوف تنمو الفطريات على الشاي. هذا النوع من الفطريات يسبب تخمر فعلي، الذي من شأنه أن يلوث الشاي ويجعله غير صالح للاستهلاك.
- القطف: يتم اختيار أوراق الشاي الناضجة، والتي تشمل برعم طرفي واثنين من أوراق اليانعة، من شجيرات الكاميليا الصينية عادة مرتين في السنة خلال أوائل الربيع وأوائل الصيف أو أواخر الربيع.[10][11] يعتبر قطف الشاي في الشتاء أو الخريف أقل شيوعًا، على الرغم من إمكانية ذلك عندما يسمح المناخ. يتم الانتقاء يدويًا عند الحاجة إلى شاي ذي جودة أعلى، أو عندما تكون تكاليف العمالة غير باهظة. اعتمادًا على مهارة المنتقي، يتم الالتقاط باليد عن طريق سحب النبتة باستعمال الساعد، أو الذراع، أو حتى الكتفين، حيث يلتقط منتقي الشاي الأوراق باستخدام الإبهام والسبابة، مع استخدام الإصبع الأوسط أحيانًا.[12] كما يمكن أن يتم اختيار أوراق الشاي بواسطة ماكينة، على الرغم من أنه سيكون هناك المزيد من الأوراق المكسورة وغير الناضجة كليًا التي تقلل من جودة الشاي.[13] ومع ذلك، فقد تبين أيضًا أن استخدام الآلة للقطف في فترات الحصاد بشكل صحيح يمكن أن ينتج أوراق جيدة لإنتاج أنواع الشاي عالية الجودة.[14]
- التذبيل: سوف تبدأ أوراق الشاي في الذبول بعد وقت قصير من القطف، مع بداية تدريجية للأكسدة الأنزيمية. يستخدم التذبيل لإزالة الماء الزائد من الأوراق ويقلل بشكلٍ كبير من حدوث الأكسدة.[10] يمكن وضع الأوراق إما تحت أشعة الشمس أو تركها في غرفة بها نسيم بارد لسحب الرطوبة من الأوراق.[11] تفقد الأوراق في بعض الأحيان أكثر من ربع وزنها بفعل فقدان الماء أثناء التذبيل. هذه العملية مهمة أيضًا في تعزيز تكسير بروتينات الورقة إلى أحماض أمينية حرة وتزيد من توافر الكافيين الحر، وكلاهما يغيّران طعم الشاي.[15]
- القص: يعرف في صناعة الشاي الغربية بأنه "القطع" أو انحلال الأوراق"، حيث يتم سحق أو تمزيق الشاي من أجل تعزيز وتسريع الأكسدة.[16] قد تتعرض الأوراق لرضوض خفيفة على حوافها بسبب هزها وقذفها في صينية من الخيزران [10] أو سقوطها في السلال.[17] يمكن القيام بقص أكبر للأوراق عن طريق العجن، والدحرجة، والتمزيق، والسحق، عادة بواسطة الآلات.[16] تكسر هذه الخطوة الهياكل داخل وخارج الخلايا الورقية وتسمح بالاختلاط المشترك بين الإنزيمات المؤكسدة وركائز مختلفة، مما يسمح ببداية الأكسدة.[15] يطلق هذا أيضًا بعض عصارات أوراق الشجر، والتي قد تساعد في الأكسدة وتغيير مذاق الشاي.[17]
- الأكسدة / التخمير: بالنسبة للشاي الذي يتطلب الأكسدة، تترك الأوراق بمفردها في غرفة يتم التحكم بدرجة حرارتها حيث تصبح أكثر قتامة بشكل تدريجي. ويصاحب هذا تهيج الأوراق في بعض الحالات.[10] يتحلل الكلوروفيل في الأوراق بواسطة إنريمات في هذه العملية، ويتم تحرير التانينات أو تحويلها. يشار إلى هذه العملية أحيانًا باسم «التخمر» في صناعة الشاي. قد يختار منتِج الشاي متى يجب إيقاف الأكسدة، الأمر الذي يعتمد على الصفات المرغوبة في الشاي النهائي وكذلك ظروف الطقس (الحرارة والرطوبة). ببحصول على شاي الأولونغ الخفيف، يتم ذلك باستخدام ما بين 5-40% من الأكسدة، وفي الشاي الصيني الأسود الأكثر قتامة 60-70%، وفي الشاي الأسود تحدث الأكسدة بنسبة 100%. الأكسدة مهمة للغاية في تكوين العديد من مركبات المذاق والروائح، والتي تعطي الشاي لونه الخمري، وقوته، ونكهته القوية.[15] اعتمادًا على نوع الشاي المرغوب، يمكن لتقليل أو زيادة الأكسدة / التخمر أن يؤدي إلى النكهات المعشبة، أو النكهات الغنية جدًا المشابه للنبيذ.[18]
- التثبيت / إزالة الاخضرار: يتم إزالة اخضرار الشاي أو ما يعرف ب shāqīng لوقف أكسدة أوراق الشاي عند المستوى المطلوب. يتم إنجاز هذه العملية عن طريق تسخين أوراق الشاي بشكل معتدل، وبالتالي تعطيل إنزيماتها المؤكسِدة وإزالة الروائح غير المرغوب فيها في الأوراق، دون الإضرار بنكهة الشاي.[10] تقليديًا، يتم طهي أوراق الشاي في مقلاة [10] أو على البخار،[11] ولكن مع التقدم في التكنولوجيا، يتم أحيانًا إزالة الاخضرار عن طريق تحميصه أو «تحريكه» في أسطوانة متموجة. في بعض أنواع الشاي الأبيض وبعض أنواع الشاي الأسود مثل الشاي الأسود الذي يخضع للسحق، والتمزيق، والتجعيد (CTC blacks)، يتم إزالة الاخضرار بالتزامن مع التجفيف.[18]

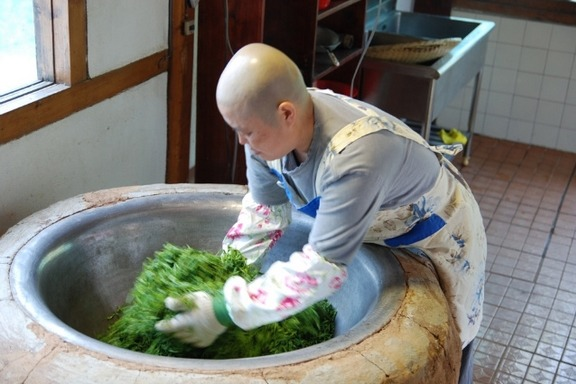
راهبة بوذية كورية تقوم بتحميص أوراق الشاي في مقلاة من أجل عملية التثبيت.

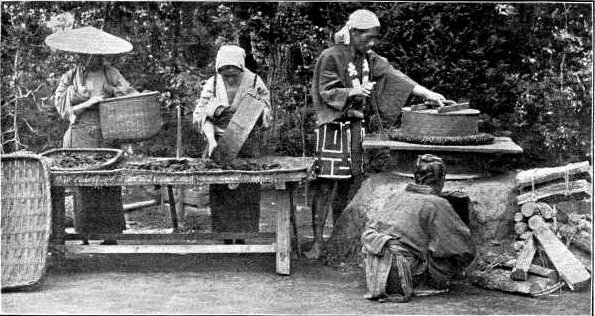
تبخير أوراق الشاي للتثبيت.

- التعريض للحرارة الشديدة / الاصفرار: يعتبر هذا حصريًا للشاي الأصفر، حيث تُسخن أوراق الشاي الدافئة والمبللة من بعد عملية إزالة الخضرة قليلًا في حاوية مغلقة، مما يجعل الأوراق الخضراء سابقًا تتحول إلى اللون الأصفر. تعطي الأوراق الناتجة مشروبًا له لون أصفر مائل للون الأخضر بسبب التحولات في أوراق الكلوروفيل.[19] بفعل تسخينها لمدة 6-8 ساعات على درجة حرارة مقاربة من درجة حرارة جسم الإنسان، تخضع الأحماض الأمينية ومتعددات الفينول في أوراق الشاي المعالجة لتغييرات كيميائية لإعطاء هذا الشاي طعمه المميز والمبهج.[20]
- اللف / التشكيل: تلف أوراق الشاي الرطبة على شكل شرائح مجعدة باليد [10] أو باستخدام آلة درفلة تجعل الشاي يلتف حول نفسه. يؤدي هذا الإجراء المتداول أيضًا إلى خروج بعض من النُسغ، والزيوت العطرية، والعصارات من داخل الأوراق، مما يقوي طعم الشاي.[10] ويمكن بعد ذلك تحويل شرائط الشاي إلى أشكال أخرى، مثل أن يتم لفها بشكل حلزوني، أو عجنها بشكل حبيبات، أو صبها في كرات، أو أقماع، أو غيرها من الأشكال المفصلة الأخرى. في العديد من أنواع أولونغ، يتم لف الشرائط الملفوفة من أوراق الشاي إلى كرات أو نصف كرات، ويتم ذلك عادة بوضع الأوراق الرطبة في أكياس قماش كبيرة، والتي يتم تعجنها باليد أو الآلة بطريقة معينة.[17] كما يمكن الضغط على الشاي في الطوب من خلال استخدام الأحجار الثقيلة أو المكابس.

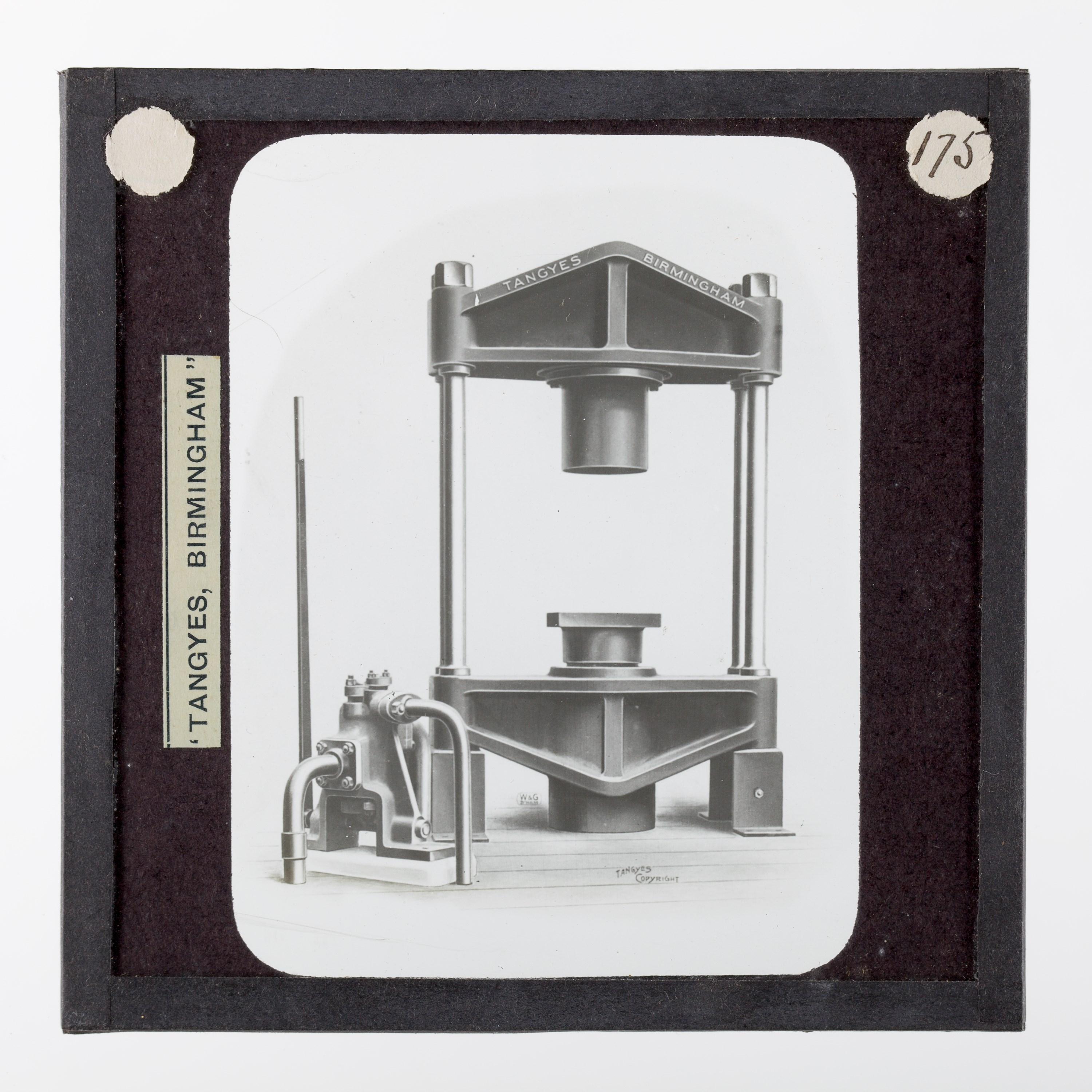
شريحة فانوس زجاجية، تعود لحوالي عام 1910، تعرض ماكينة شاي هيدروليكية من شركة ريتشارد تانجي من النوع الذي تم تزويده لشركة تشييركوف، بانوف وشركاه في هانكو، الصين للضغط على أوراق الشاي المجففة في كعكات مسطحة وزنها 2 1/2 باوند للشحن إلى روسيا الآسيوية.

- التجفيف: يتم التجفيف من أجل «إنهاء» إعداد الشاي تمهيدًا للبيع. ويمكن القيام بذلك بطرق لا حصر لها بما في ذلك بالتحميص في المقلاة، أو التعريض في الشمس، أو تجفيف الهواء، أو الخبز. عادة ما يكون الخبز هو الأكثر شيوعًا. يجب توخي الحذر الشديد لعدم الإفراط في طهي الأوراق.[17] تجفيف الشاي الناتج هو المسؤول عن العديد من مركبات النكهة الجديدة التي لها أهمية خاصة في الشاي الأخضر.[21]
- إطالة عمر الشاي / المعالجة: على الرغم من عدم الحاجة دائمًا لهكذا خطوة، يحتاج بعض أنواع الشاي إلى إطالة عمره، أو تخمر ثانوي، أو خبز للوصول إلى أفضل درجة ممكنة تجعله مشروبًا. على سبيل المثال، غالبا ما يكون الشاي بيو إيره الأخضر، قبل معالجته ليصبح شاي بعد التخمر، مرير المذاق، ولكنه يصبح حلوًا ونضجًا من خلال التخمر حسب العمر والرطوبة.[11] بالإضافة إلى ذلك، يمكن أن يستفيد شاي الأولونغ من إطالة العمر إذا ما وضع فوق الفحم.[10] يتم تصنيع شاي النكهة في هذه المرحلة عن طريق رش الشاي بالروائح والنكهات أو بتخزينه مع النكهات الخاصة به.[22]

مشاهد ومعدات من عمليات صناعة الشاي.

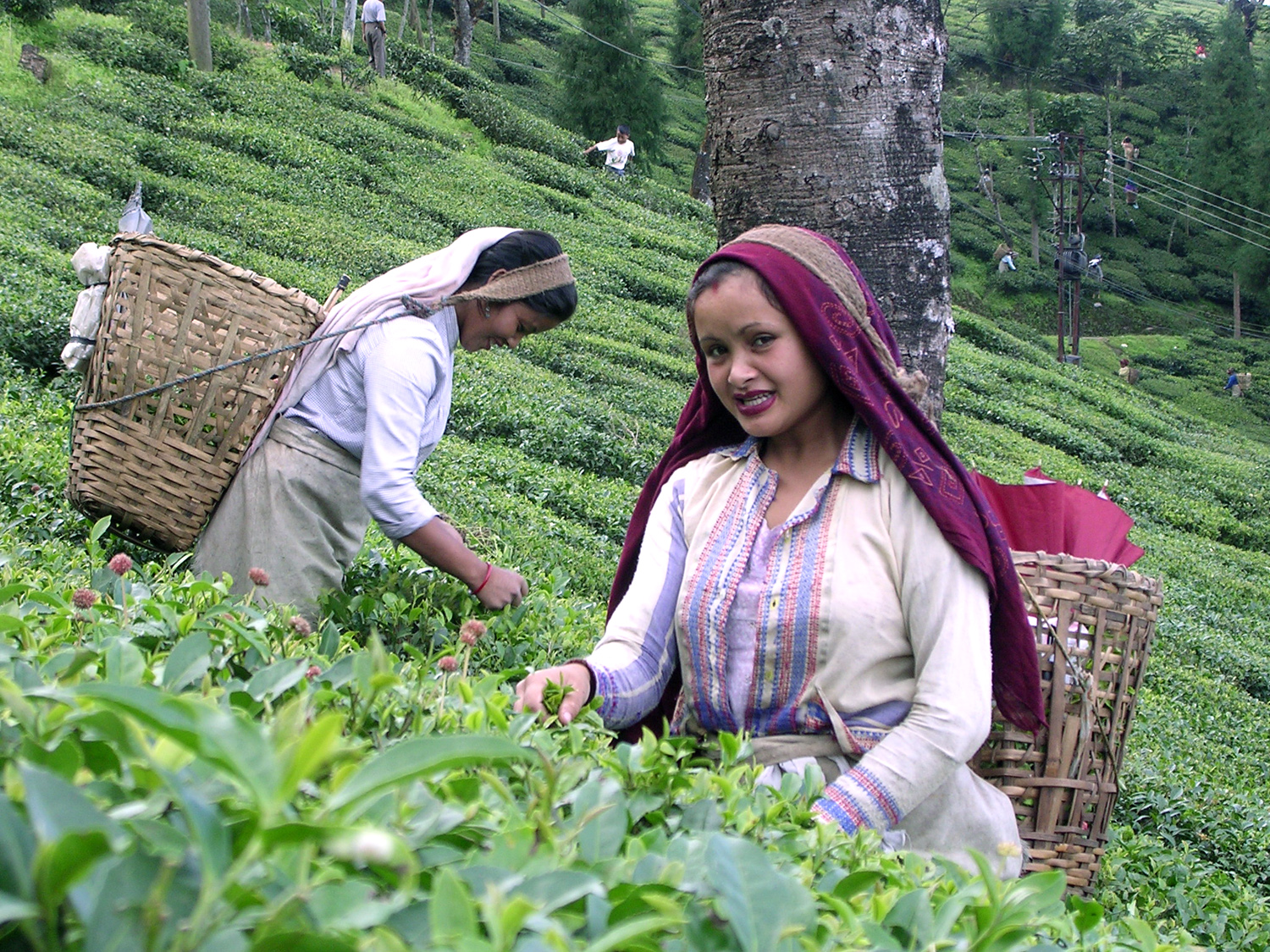
قطف الشاي الذي يقوم به ملتقطو الشاي في مقاطعة بوتابونج للشاي، دارجلينغ.
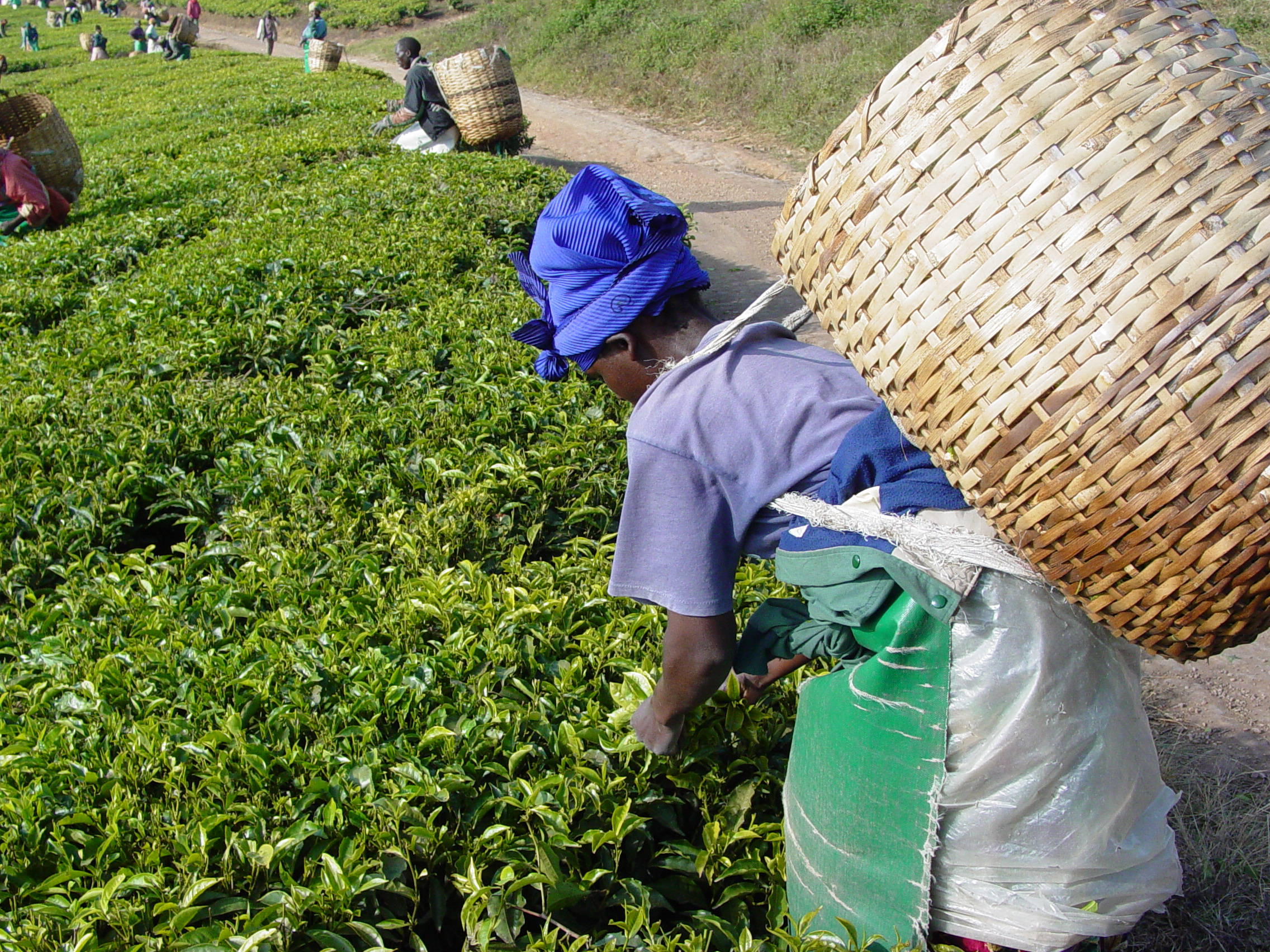
عاملة تقطف الشاي في تنزانيا.
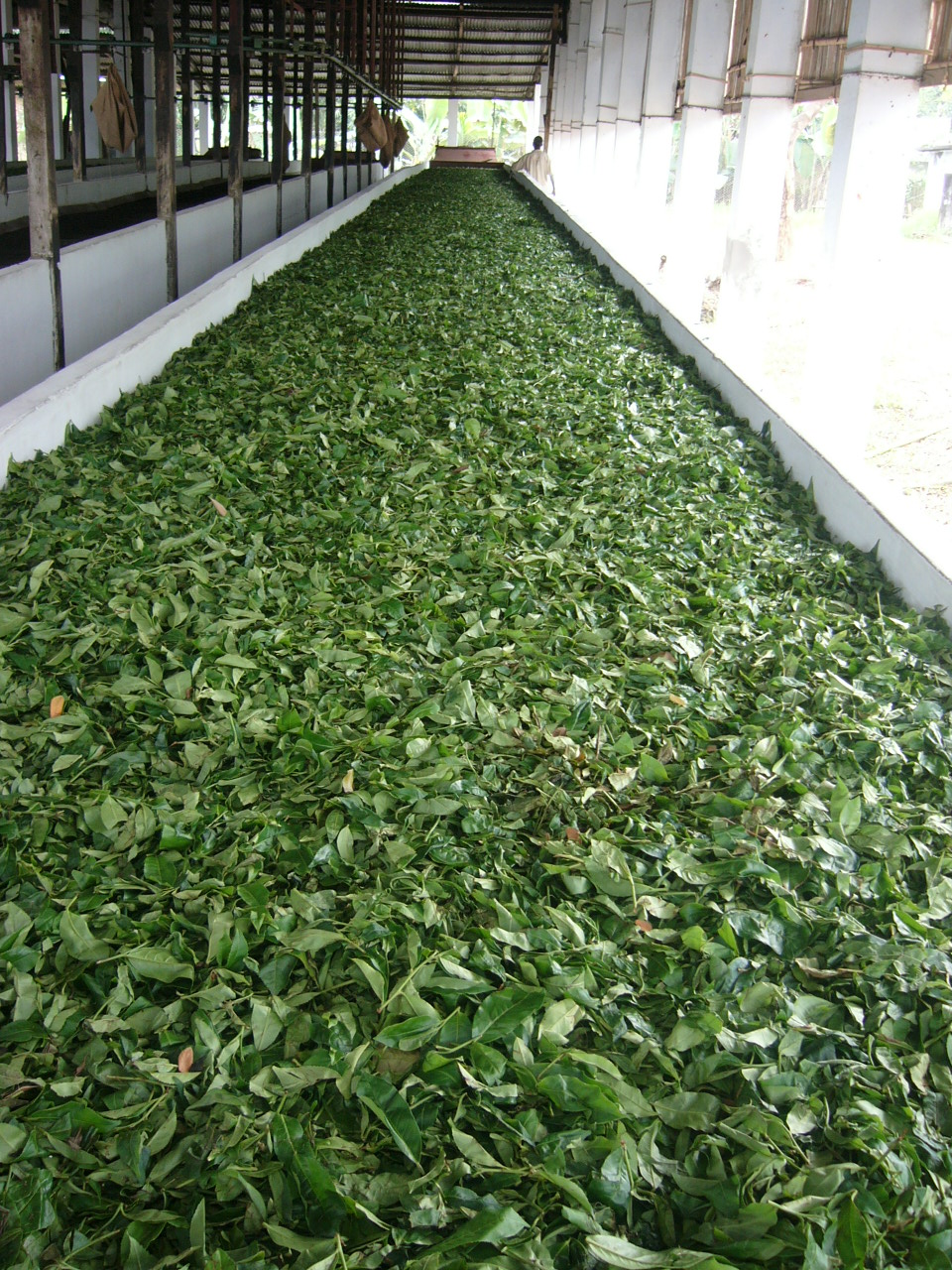
تذبيل أوراق الشاي في مصنع شاي في بنغلاديش.
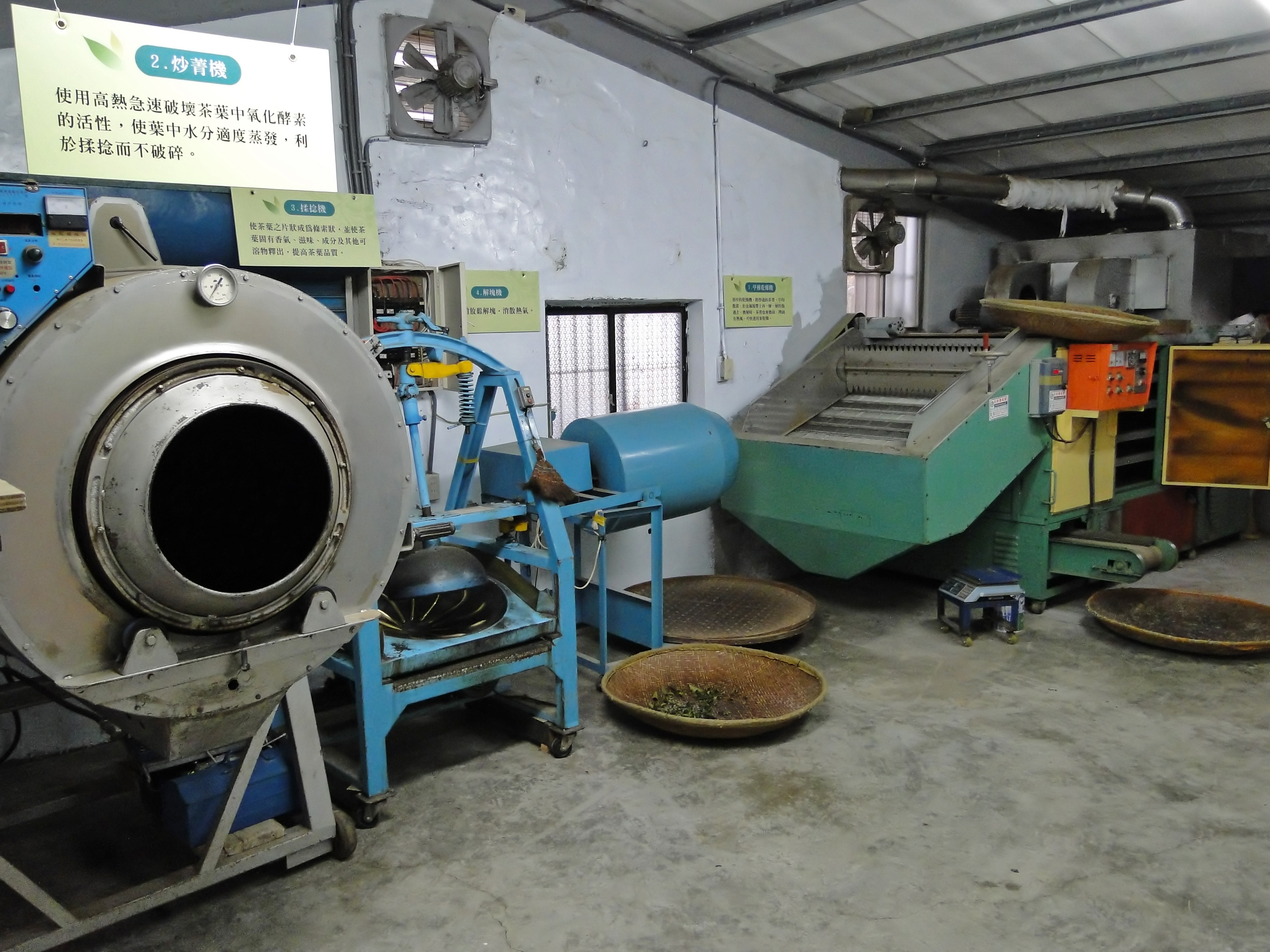
الآلات المستخدمة لتثبيت، ولف، وكسر الشاي، وتجفيفه.
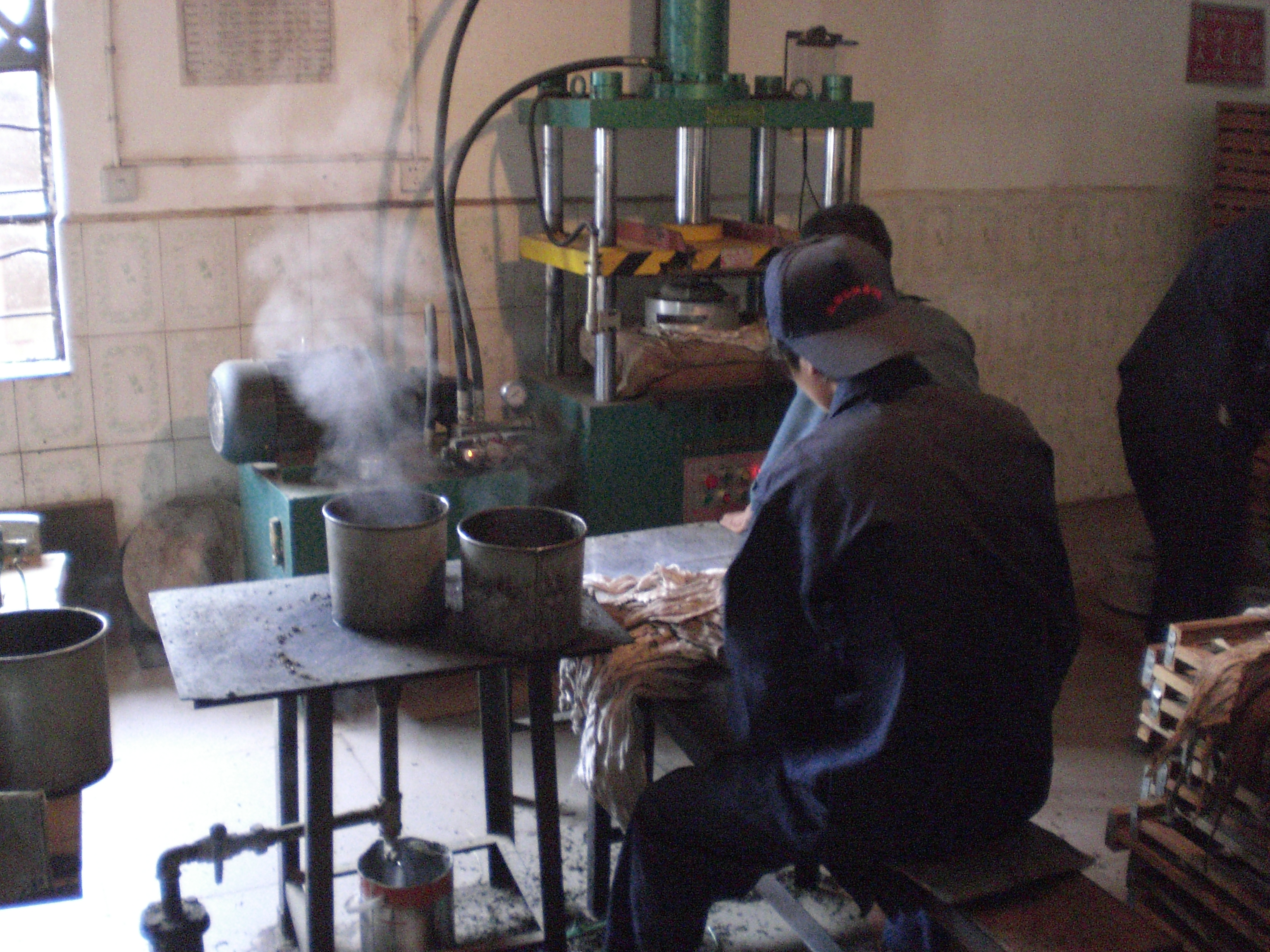
تبخير شاي بيو-إيره وضغطه في طوب الشاي.
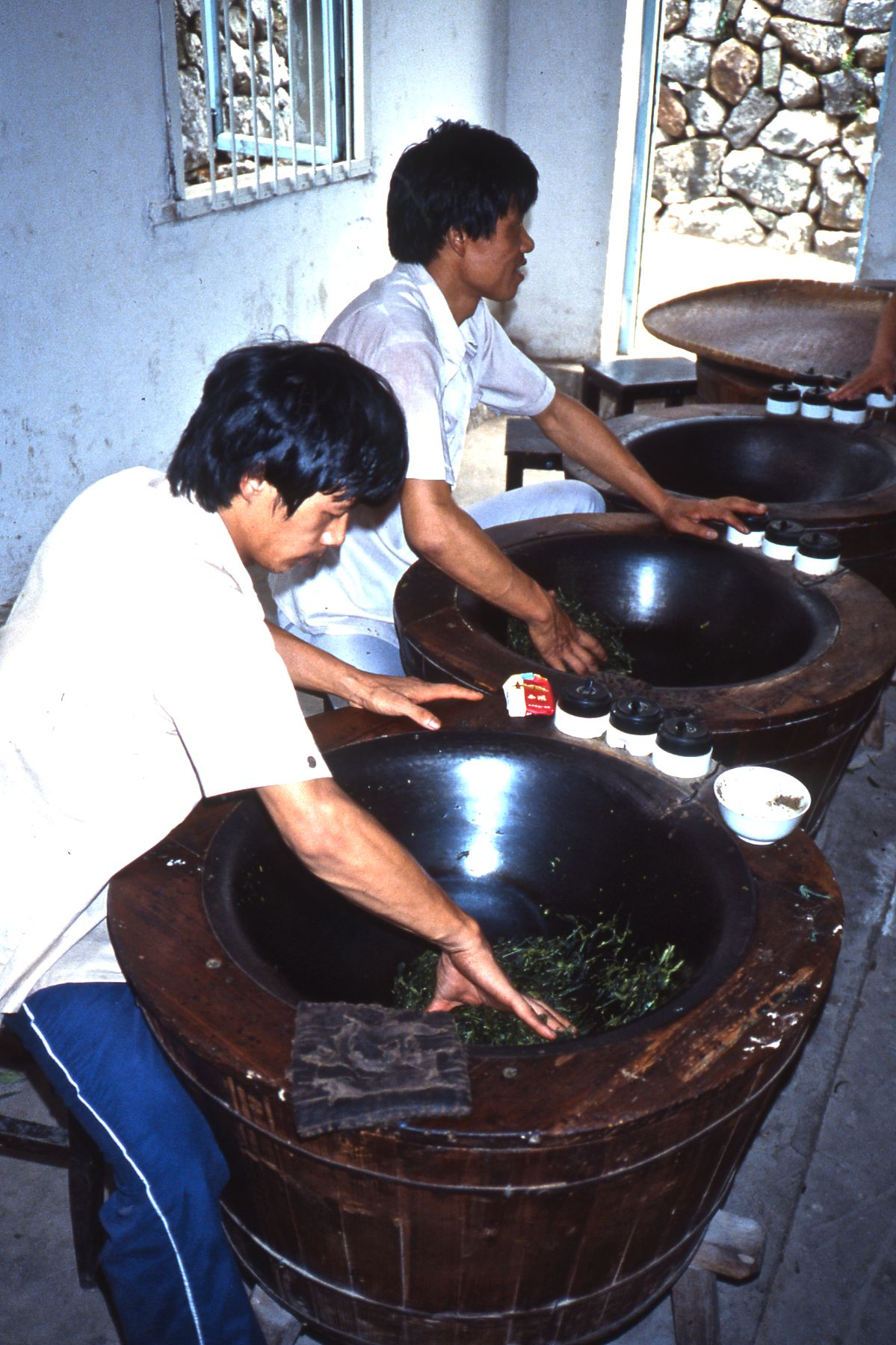
عمال يقومون بتثبيت (إزالة الاخضرار) أوراق الشاي في مزرعة صينية، 1987.

### الطريقة حسب نوع محدد
يُصنف الشاي تقليديًا بناءً على درجة أو فترة «التخمر» التي خضعت لها الأوراق:
الشاي الأخضريخضع هذا الشاي لأقل قدرٍ من الأكسدة. تتوقف عملية الأكسدة بالاستعمال السريع للحرارة بعد قطف الشاي، إما بالبخار، وهي الطريقة المفضلة في اليابان، أو عن طريق التحميص الجاف والطهي في الأحواض الساخنة، وهو الأسلوب المفضل في صناعة الشاي الصيني. قد تُترك أوراق الشاي لتجف كأوراق منفصلة أو قد تلف كحبيبات صغيرة لصنع شاي البارود. تستغرق هذه العملية وقتًا طويلًا وتتم عادة مع شاي هندي أو سيلاني ذي الجودة الأعلى. تتم معالجة الشاي في غضون يوم أو يومين من الحصاد، وإذا تم ذلك بشكل صحيح فإنه يحتفظ بمعظم التركيب الكيميائي للأوراق الطازجة التي تم إنتاجه منها. في بعض الأحيان، تختلف درجة التبخير للتثبيت أو المعالجة عن المراحل الإضافية من التجفيف واللف لتحسين أو تغيير النكهة لأنواع الشاي الأخضر. تخضع أوراق الشاي الأخضر للتثبيت إما عن طريق التحميص (بالمقلاة) أو التبخير. بشكلٍ عام، تكون الأصناف المحمصة غنية بالنكهة، في حين أن الأصناف التي تخضع للتبخير أكثر حيوية في اللون.
الشاي الأصفرتتم معالجة هذا الشاي بطريقة مماثلة للشاي الأخضر، ولكن بدلاً من التجفيف الفوري بعد التثبيت، يتم تكديسه وتغطيته وتسخينه برفق في بيئة رطبة. يحفز هذا أكسدة الكلوروفيل من الأوراق من خلال وسائل غير أنزيمية وغير ميكروبية، مما ينتج لون أصفر أو أخضر مائل إلى الصفرة.
الشاي الأبيضتمر الأوراق الصغيرة أو البراعيم حديثة النمو بأكسدة محدودة خلال الفترة القصيرة من التذبيل الطبيعي بفعل الشمس أو تذبيلها بطريقة خاصة ثم توقف عمليات الأكسدة عن طريق الخبز  مع ظروف التذبيل المثلى عند 30 درجة مئوية (رطوبة نسبية 65%) ولمدة 26 ساعة. يمكن أن تدوم الأوراق من يوم واحد إلى ثلاثة أيام اعتمادًا على الموسم ودرجة حرارة بيئة التصنيع. قد تكون البراعم محمية من أشعة الشمس لمنع تشكيل الكلوروفيل. لا تعجن أوراق الشاي المخصصة للشاي الأبيض ولا تخضع لعملية التثبيت، مما يحافظ على الكثير من الشعر الأبيض على الأوراق ويعطي الشاي نكهة خفيفة نسبيًا. يتم إنتاج الشاي الأبيض بكميات أقل من معظم الأنماط الأخرى، ويمكن أن يكون أكثر تكلفة من شاي النبتة ذاتها المعالج بطرق أخرى. إنه أقل شهرة في البلدان خارج الصين، رغم أن هذا يتغير مع الاهتمام الغربي المتزايد بالشاي. هناك اختلاف دولي حول تعريف الشاي الأبيض بين الصين والدول المنتجة الأخرى، حيث يتم تطبيق المصطلح في الصين بشكل أساسي على أصناف الشاي التي يتم إنتاجها من خلال تصنيع الشاي الأبيض بينما في بلدان أخرى يستخدم هذا المصطلح للشاي الذي يتم تصنيعه خلال عملية التصنيع بشكل عام.
شاي الأولونغيتم إيقاف أكسدة هذا الشاي في مكان ما بين الشاي الأخضر والشاي الأسود. تستغرق المعالجة عادة يومين إلى ثلاثة أيام من التذبيل إلى التجفيف مع فترة أكسدة قصيرة نسبيًا تستمر لعدة ساعات. في هذا الصدد، فإن معظم أنواع شاي دارجلينغ الذي يمر بمستويات أكسدة خفيفة هي أكثر تشابهًا مع الشاي الأخضر أو شاي الأولونغ. في الطريقة الصينية، يتم تصنيف الشاي شبه المؤكسد في مجموعة الشاي الأزرق ((بالصينية: 青茶)، تعني حرفيًا: الشاي الأخضر المزرق / «شاي السيلادون»)، في حين أن مصطلح «أولونغ» يستخدم على وجه التحديد كاسم لبعض أنواع الشاي شبه المؤكسدة. تقول حكمة شائعة حول الشاي قليل التأكسد في تايوان (وهي من أكبر منتجي الأولونغ) أن الأكسدة القليلة جدًا تزعج معدة بعض المستهلكين. ومع ذلك، يحاول بعض المنتجين تقليل الأكسدة من أجل إنتاج طعم معين أو السماح بدخول أوراق الشاي بسهولة في الشكل الكروي أو نصف الكرة الذي يطلبه المشترون في السوق.
الشاي الأسوديسمح لأوراق الشاي بالأكسدة الكاملة. يُذبل الشاي الأسود أولًا لكسر البروتين وتقليل محتوى الماء (68-77% من المحتوى الأصلي). ثم تخضع الأوراق لعملية تعرف في الصناعة بأنها «قص» أو «تعكر الورقة»، والتي تعطل هياكل الخلايا الورقية من خلال الكدمات أو القطع، وتطلق العصارات والأنزيمات التي تنشط الأكسدة. تستغرق عملية الأكسدة ما بين 45-90 دقيقة إلى 3 ساعات ويتم إجراؤها عند رطوبة عالية بين 20-30 درجة مئوية، مما يؤدي إلى تحويل جزء كبير من كاتيشين الأوراق إلى تانين معقد. يتم تصنيف أنواع الشاي الأسود التقليدي المصنع وفقًا لجودة أوراق ما بعد الإنتاج من قبل نظام أورانج بيكو، في حين يستخدم شاي السحق، والتمزيق، والتجعيد (CTC) نظام تصنيف مختلف. تلف أوراق الشاي التقليدي بكميات كبيرة إما يدويًا أو ميكانيكيًا على طاولة دائرية أسطوانية أو دوّار. تتكون طاولة اللف من سطح طاولة بقمة كالتلال تتحرك بطريقة القرص اللامتراكز نحو قادوس كبير من أوراق الشاي، والتي يتم ضغط الأوراق عليها لأسفل من سطح الطاولة. وتنتج العملية خليطًا من الأوراق الكاملة والمكسورة، والجزيئات التي يتم فرزها ثم أكسدتها وتجفيفها. يتألف الروتوفان من مثقاب يدفع أوراق الشاي الذائبة عبر أسطوانة تسحق الأوراق وتقطعها بالتساوي. قام وليام ماكرتشر بتطوير طريقة السحق، والتمزيق، والتجعيد في عام 1930 والتي تستخدم آلات مع دوارات تدور في كلا الجانبين مع قالب على السطح لتقطيع وتمزيق الأوراق المنتجة المتوافرة في أكياس الشاي المعروفة. يستخدم الروتوفان في كثير من الأحيان لتقطيع الشاي الذائب قبل استخدام الـ CTC ولإنتاج الشاي الأسود التقليدي.
شاي ما بعد التخمرينتج هذا الشاي عن طريق عمل أكسدة إضافية ثانية بعد تثبيت أوراق الشاي، مثل بيو-إيره، وليو-آن، وليو-بو، يشار إليها مجتمعة باسم الشاي الثانوي أو ما بعد التخمير. في الصين، يتم تصنيفه على أنه شاي داكن أو شاي أسود. لا ينبغي الخلط بينه وبين مصطلح «الشاي الأسود»، المعروف باللغة الصينية بالشاي الأحمر. يُعرف شاي البيو-إيره أيضًا باسم Póu léi (بولي) في الكانتونية هو النوع الأكثر شيوعًا من شاي ما بعد التخمير في السوق.
أمثلة لأنواع عديدة من الشاي.

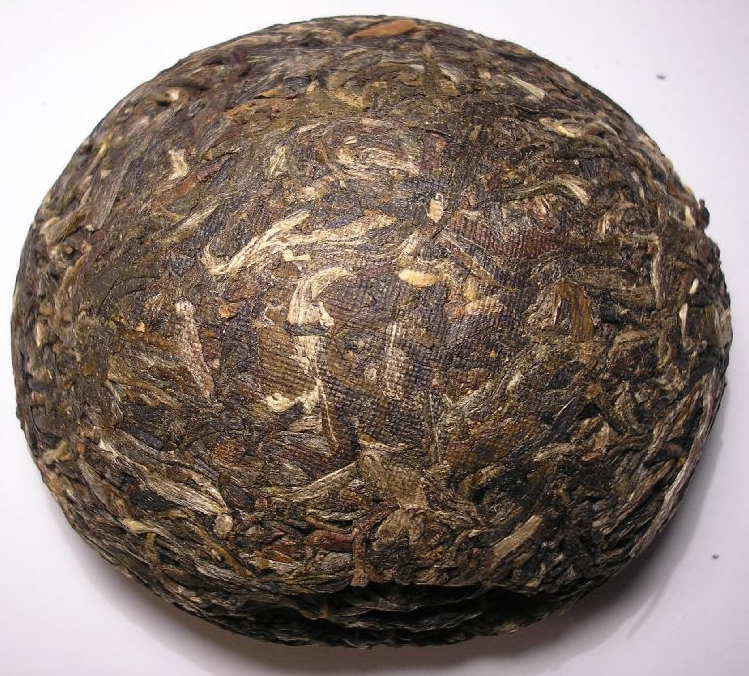
شاي بيو-إيره توه تشا الأخضر، وهو أحد الخامات المضغوطة لشاي البيو-إيره.
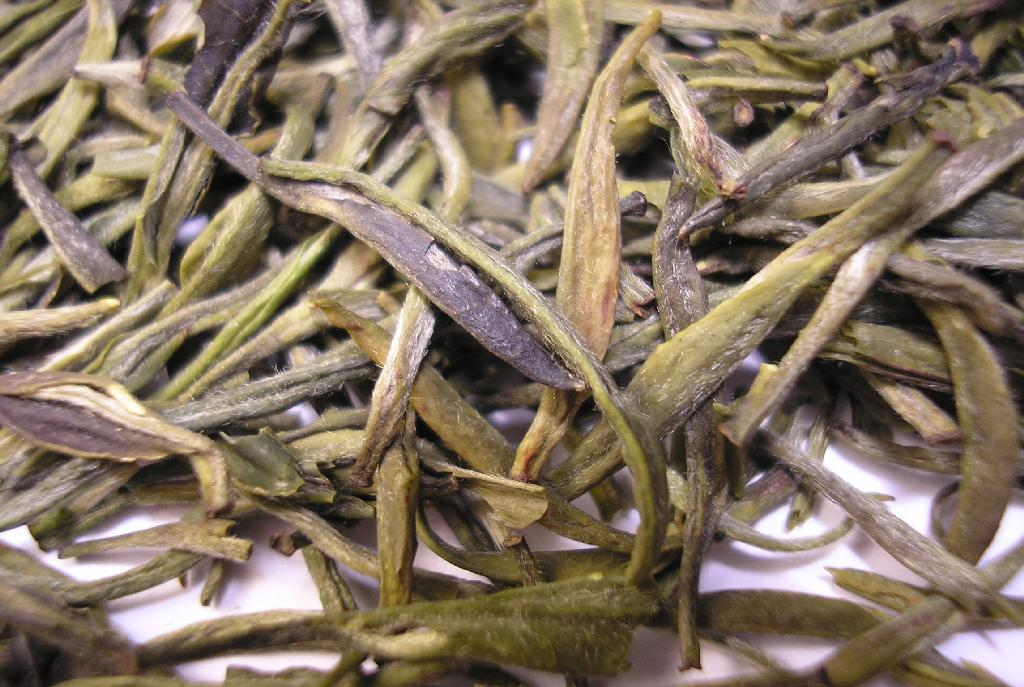
شاي هوشان هونجيا، وهو شاي أصفر.
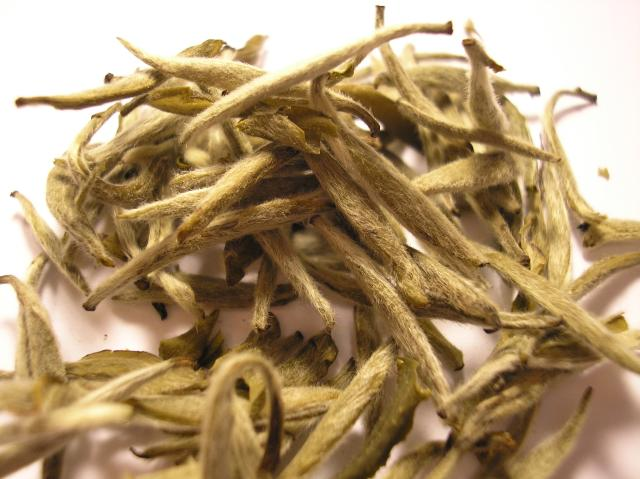
شاي باو هاو ينزهين من فودينج، وهو شاي أبيض.
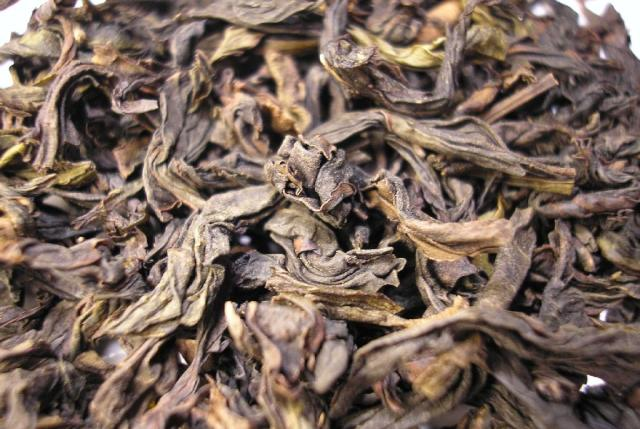
دا هونغ باو، أحد أنواع شاي الأولونغ.
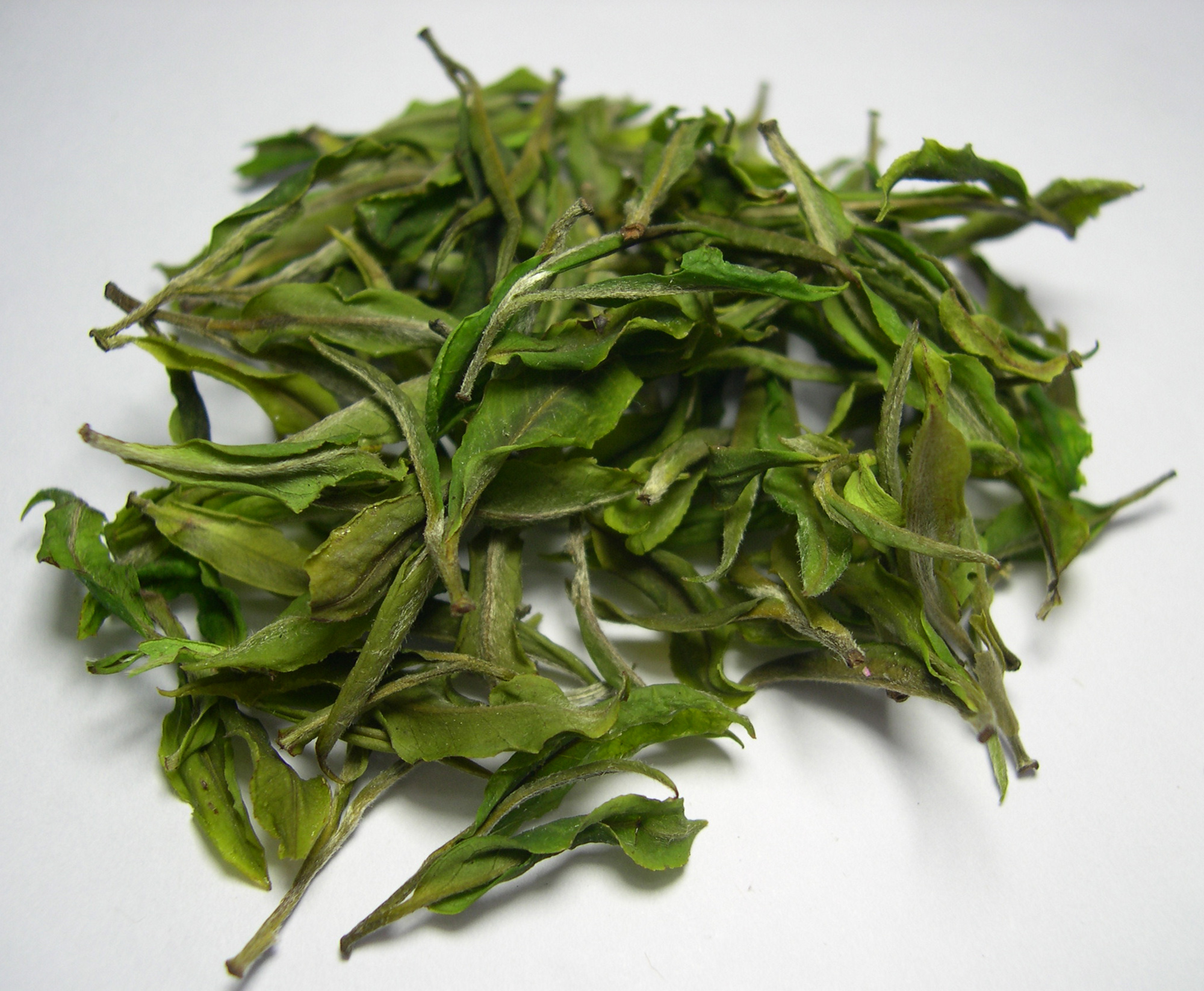
شاي دارجلينغ العضوي المٌصنّع في مقاطعة أريا للشاي في دراجليغ.
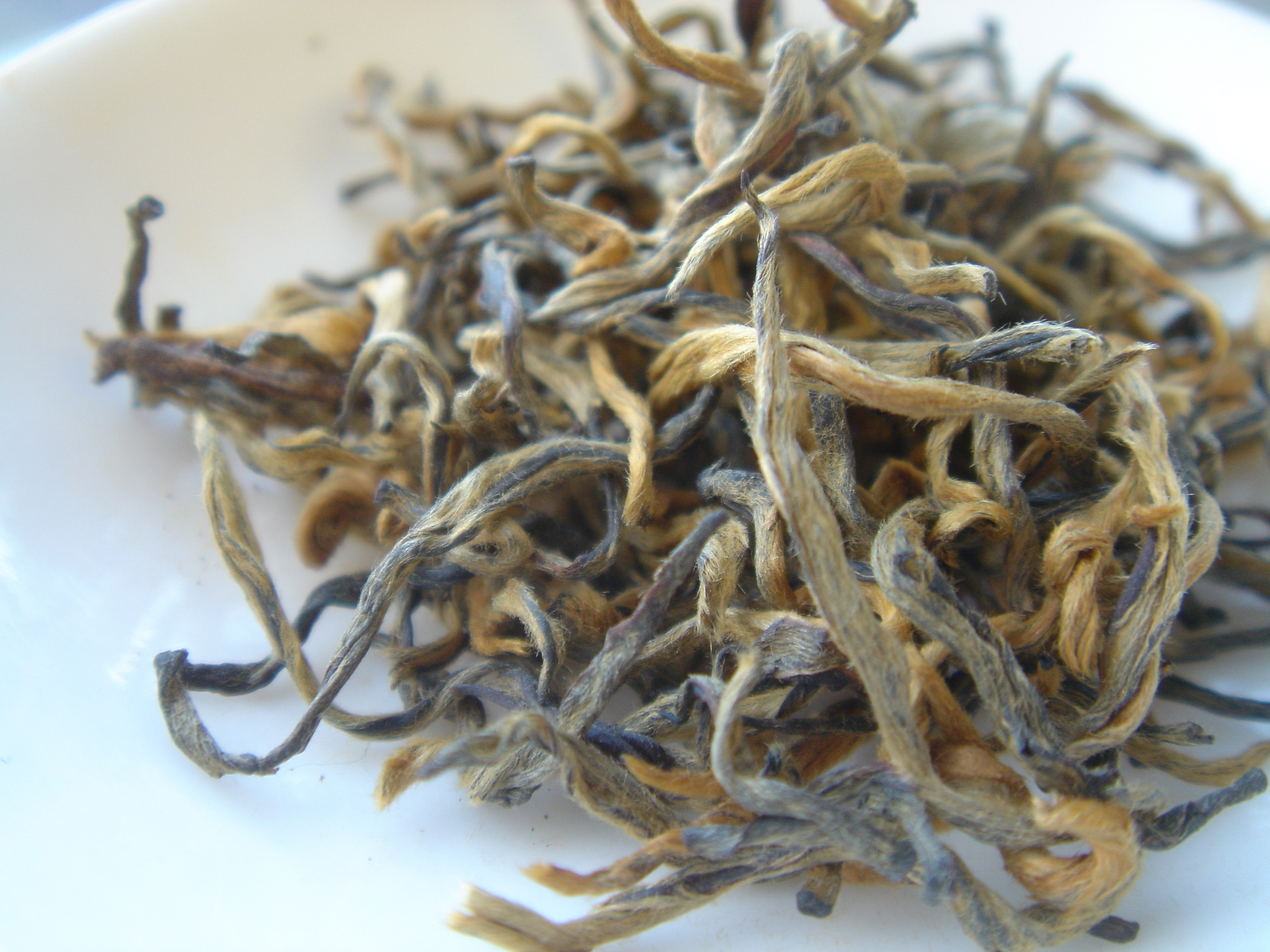
شاي يونان ديانهونغ الذهبي، وهو شاي أسود.
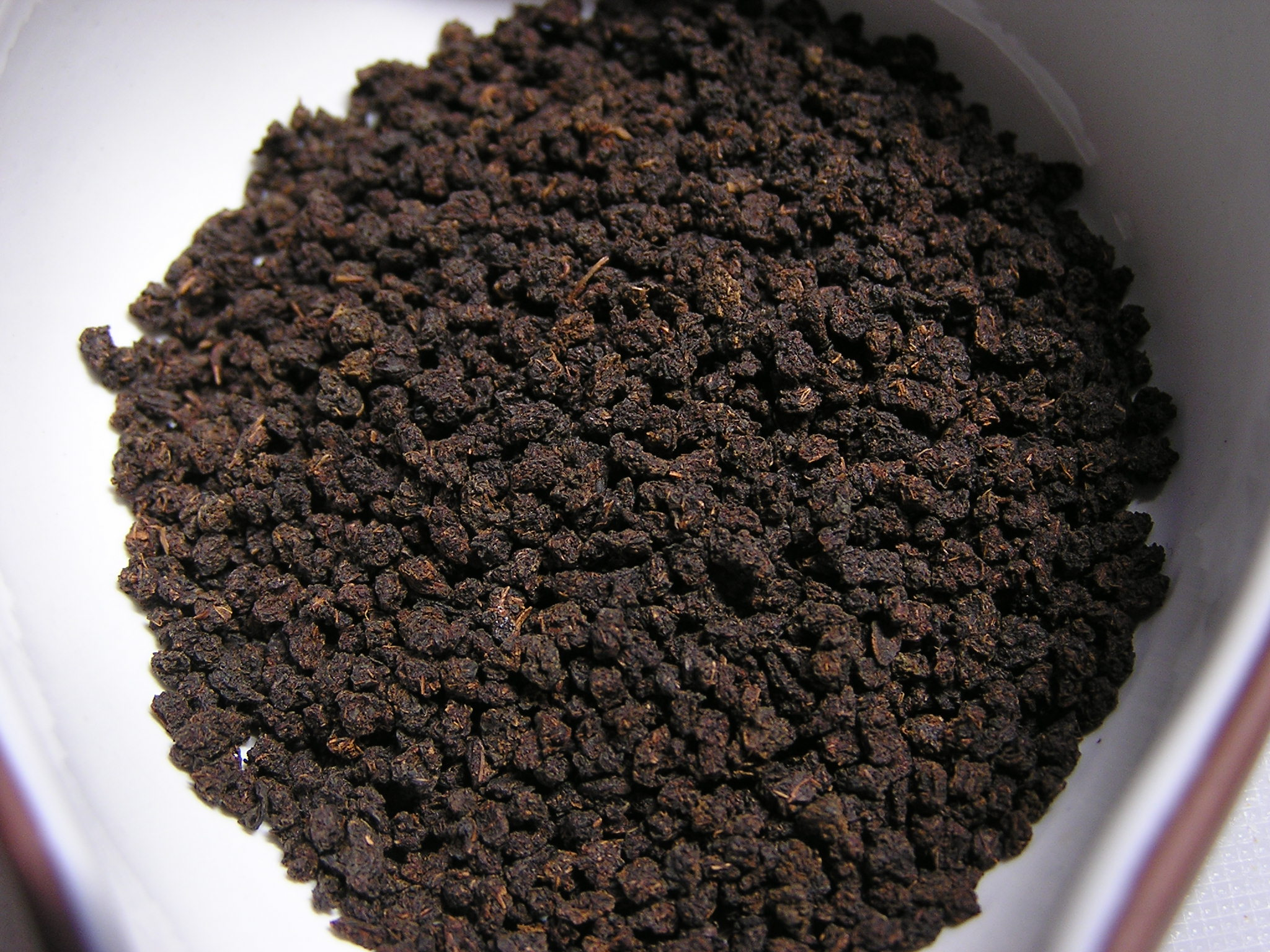
شاي أسود أنتج من خلال عملية السحق، والتمزيق، والتجعيد.

## وصلات خارجية
- خطوات صناعة الشاي بالشرح والتفصيل (باللغة الصينية)
- موقع حكومي يصف عملية إنتاج الشاي (باللغة الصينية)
- مشهد قديم يعود للقرن التاسع عشر يوضح تجارة الشاي في الصين نسخة محفوظة 7 يوليو 2015 على موقع واي باك مشين.
- تصنيع شاي البيو إيره، والذي يشبه طريقة تصنيع الشاي الأخضر التقليدي نسخة محفوظة 29 أكتوبر 2015 على موقع واي باك مشين.